# SK Stiftung Kultur

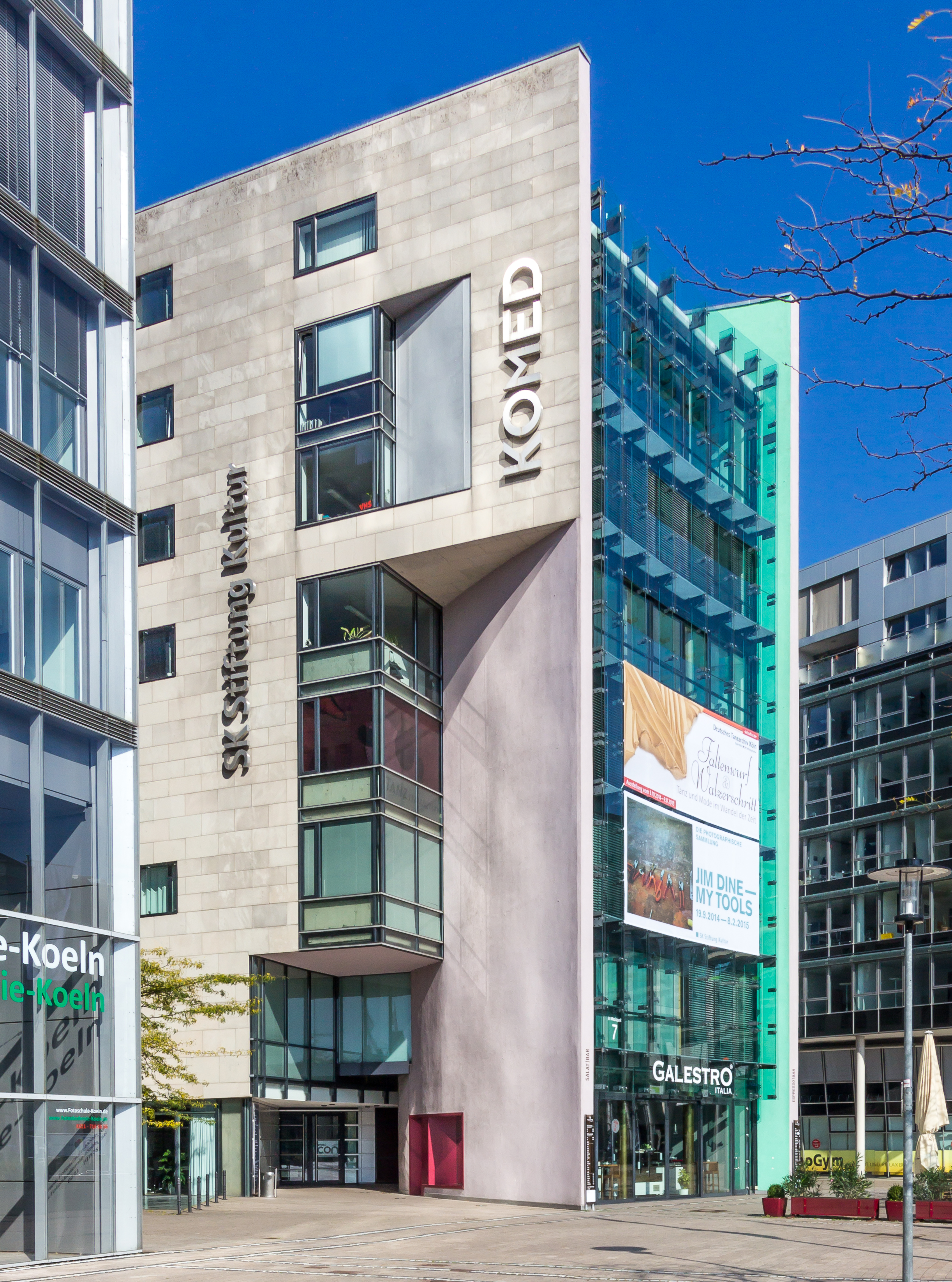
Haus der SK Stiftung Kultur, Köln, Im Mediapark 7, im Oktober 2014

Die Arbeit der SK Stiftung Kultur der Sparkasse KölnBonn mit Sitz im Kölner Mediapark widmet sich schwerpunktmäßig der künstlerischen Photographie, dem Tanz, der Kölschen Sprache sowie der Vermittlung von Literatur und Medienkunst an Kinder und Jugendliche. Die Stiftung lobt jährlich die Kölner Tanz- und Theaterpreise aus und organisiert Ausstellungen und Lesereihen. 

## Geschichte und Entwicklung
Die Stiftung wurde 1976 anlässlich des 150-jährigen Bestehens der damaligen Stadtsparkasse Köln als rechtsfähige Stiftung des privaten Rechts gegründet. War ihre Arbeit in den 1970er Jahren von bildungspolitischen Gedanken getragen, konzentriert sie sich heute mit ihren Projekten auf Kulturförderung in Köln. Im Laufe der Jahre vergrößerte die Stiftung ihr Aufgabengebiet durch die Gründung von Fachbereichen: Die Akademie för uns kölsche Sproch ergänzt die Arbeit der Stiftung seit 1983. Ihre Aufgaben sind die Erforschung und Pflege der Kölner Mundart sowie die Förderung der Heimatkunde. 1985 wurde die private Sammlung über den professionellen Bühnentanz von Kurt Peters, Tänzer, Pädagoge und Publizist, erworben. Hieraus entwickelte sich das Deutsche Tanzarchiv Köln, das in gemeinsamer Trägerschaft der Stiftung und der Stadt Köln geführt wird. 1992 legte die Stiftung den Grundstein für die Photographische Sammlung. Sie erwarb den Nachlass des Photographen August Sander und die Sammlung der Deutschen Gesellschaft für Photographie.
Seit 1996 hat die SK Stiftung Kultur ihren Sitz im MediaPark.

## Photographische Sammlung
Ausgehend vom Werk des bedeutenden deutschen Photographen August Sander (1876–1964) gilt ihre Arbeit der sachlich-dokumentarischen und konzeptuell ausgerichteten Photographie. An diesem fest umrissenen Sammelgebiet orientieren sich Forschungs- und Ausstellungstätigkeit. Das wechselnde Ausstellungsprogramm bezieht historische und zeitgenössische künstlerische Positionen ein, die in der Tradition der sachlich konzeptuellen Photographie stehen. Das Zentrum der Sammlung, die kontinuierlich erweitert wird, bildet das „August Sander Archiv“. Hierin befindet sich der weltweit größte Bestand zum Werk des Photographen. Anfang 1996 wurde ein Kooperationsvertrag mit dem Künstlerpaar Bernd und Hilla Becher geschlossen. Seit 1999 ist die Universität der Künste Berlin mit der Sammlung Karl Blossfeldt Kooperationspartner.
Im Juli 2014 übergab die GAG Immobilien ihre Fotobestände der Architekturfotografen Werner Mantz und Hugo Schmölz an die Photographische Sammlung. Sie dokumentieren vor allem die GAG-Siedlungen in den 1920er und 1930er Jahren.
2018 wurde erstmals der August-Sander-Preis verliehen, gestiftet von Ulla Bartenbach und dem Rechtsanwalt und Hochschullehrer Kurt Bartenbach. Mit dem Preis, der alle zwei Jahre verliehen wird, sollen junge zeitgenössische künstlerische Ansätze im Sinne der sachlich-konzeptuellen Photographie mit dem besonderen Schwerpunkt auf dem menschlichen Porträt gefördert werden.

## Deutsches Tanzarchiv Köln
Nahezu lückenlos dokumentiert das Deutsche Tanzarchiv Köln, das in gemeinsamer Trägerschaft mit der Stadt Köln unterhalten wird, die Geschichte des Tanzes ab dem 15. Jahrhundert. In seinem europaweit einzigartigen Tanzmuseum halten Stiche, Skulpturen, Libretti, Ballettschuhe, Photographien, Filme oder Kostüme Ereignisse lebendig, die einst auf der Bühne umjubelt wurden: Theaterskandale wie die Premiere von Igor Strawinskis Sacre du printemps oder Bühnenexperimente der Bildenden Kunst wie Oskar Schlemmers Triadisches Ballett. Es ist ein Informations-, Dokumentations- und Forschungszentrum für Tanz mit Archiv, Bibliothek, Videothek und Museum.

## „Akademie för uns kölsche Sproch“
Die Akademie för uns kölsche Sproch steht für den Erhalt und die Förderung einer lebendigen und zeitgemäßen Kölschen Sprache, die immer auch mit der Geschichte und Kultur der Stadt Köln sowie den vielfältigen Lebensarten ihrer Bewohner in Zusammenhang steht. Seit der Gründung der Akademie 1983 als europaweit einziger Einrichtung ihrer Art, haben sich im Laufe der Zeit fünf Arbeitsbereiche herausgebildet, diese sind: Seminarangebote, Sprachwissenschaft, Archiv/Bibliothek, Veröffentlichungen und Veranstaltungen. Die Akademie för uns kölsche Sproch will eine der ausgeprägtesten, kernigsten und bildreichsten Regionalsprachen lebendig halten, in den Alltag tragen, sie fördern und pflegen.

## Kulturelle Bildung und Vermittlung
Das Referat Kulturelle Bildung und Vermittlung plant und koordiniert eigenständig und in Zusammenarbeit mit externen Partnern kulturelle Projekte. Der partizipatorische Ansatz wird hierbei besonders betont. Inhaltlich gliedert es sich in Literaturvermittlung für Kinder und Jugendliche sowie Medienkunst- und Filmvermittlung.